# Samuel Jaffe Ashkenazi
Samuel Jaffe ben Isaac Ashkenazi (... – Costantinopoli, 1590 circa) è stato un rabbino turco, ebreo talmudista e commentatore del Midrash, fu rabbino della comunità di Costantinopoli..

## Biografia
Jaffe studiò presso il talmudista Joseph Leib. In anzianità, suo figlio Joseph fu nominato a succedergli. La rinomanza di Jaffe sta nella produzione di un commentario esaustivo di tutta la Midrash Rabbah,  rivelando una profonda conoscenza della letteratura relativa.

### Opere
- Yefeh Mareh (Costantinopoli, 1587; Venezia 1590), esposizioni degli aggadot del Talmud gerosolimitano (Yerushalmi). Nella prefazione Jaffe spiega che era suo scopo interpretare gli aggadot del Yerushalmi  "perché sono molto simili agli aggadot del Midrash Rabbah in stile e linguaggio";[4]
- Yefeh To`ar, commentario alla Midrash Rabbah:Genesi (Venezia, 1597–1606); Esodo (Venezia, 1597); Levitico (Costantinopoli, 1648; Wilmersdorf, 1714, con prefazione del nipote);
- Yefeh Einayim, parte I (Venezia, 1631), discorsi omiletici sulle porzioni settimanali della Torah;
- Yefeh Anaf (Francoforte sull'Oder, 1696), commentario di Rut Rabbah, Ester Rabbah e Lamentazioni Rabbah:
- Yefeh Kol (Smirne, 1739), commentario del Cantico dei cantici Rabbah;
- Tikkun Soferim (Livorno, 1789), glosse sulle formule dei documenti di Moses Almosnino. I suoi responsa, Beit Din Yafeh, rimangono tuttora in manoscritto.[4]